# André Schaller (Politiker)

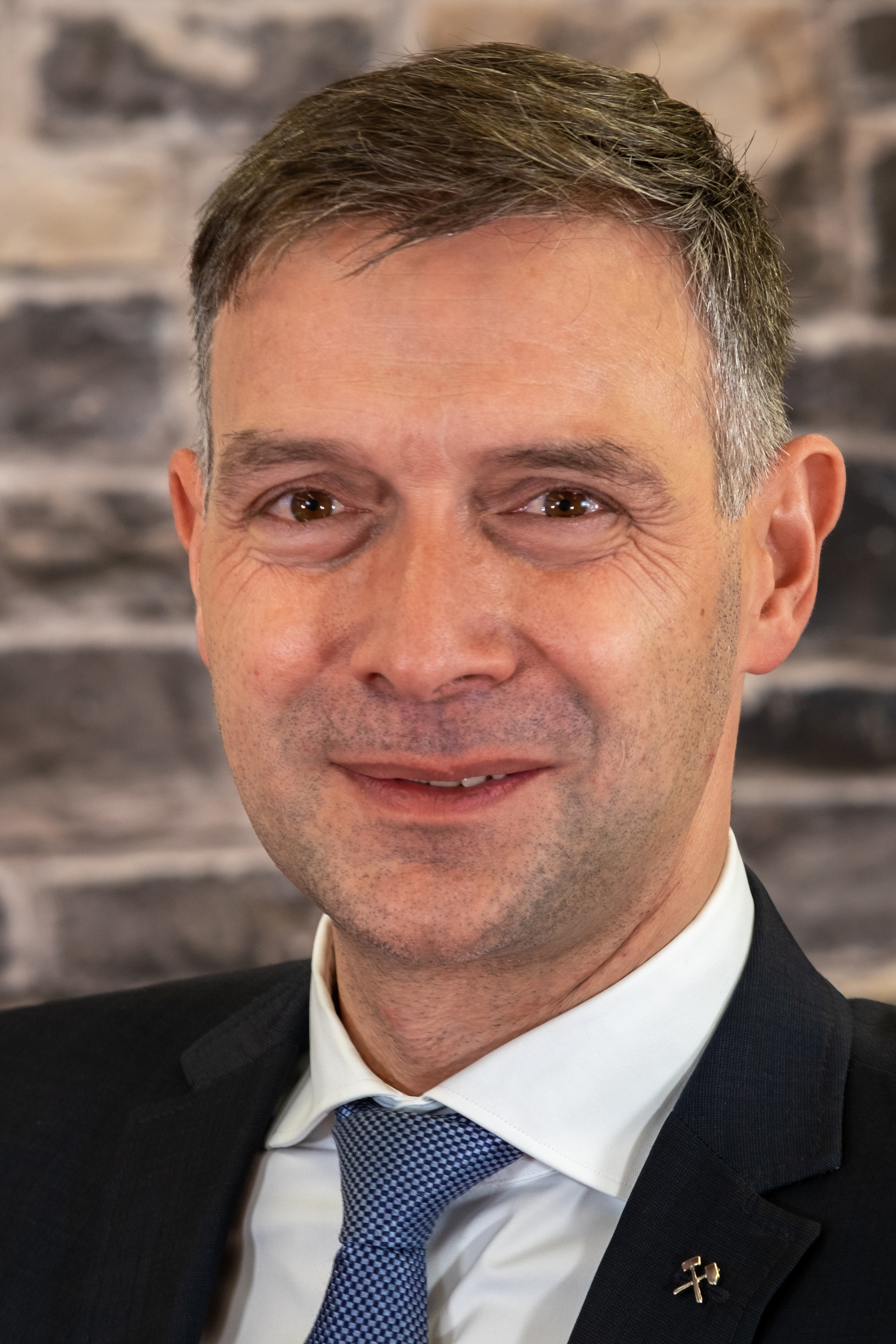
André Schaller, 2020

André Schaller (* 1973 in Schwedt/Oder, Bezirk Frankfurt (Oder), DDR) ist ein deutscher Politiker (CDU). Er war von 2019 bis 2024 Abgeordneter im Landtag Brandenburg.

## Leben und Beruf
Bis 1992 besuchte Schaller die Oberschule und das Gymnasium in Rüdersdorf bei Berlin. Nach seinem Wehrdienst in Fürstenwalde/Spree studierte er Rechtswissenschaften an der Humboldt-Universität zu Berlin (1. Staatsexamen). Sein Referendariat absolvierte er am Kammergericht in Berlin (2. Staatsexamen). Von 2002 bis 2003 war Schaller praktizierender Rechtsanwalt.
2011 schloss er ein Fernstudium der Betriebswirtschaftslehre an der FH Wildau ab.
Schaller ist verheiratet und hat sechs Kinder. Er ist evangelischer Konfession.

## Politik
Schaller war 1998 bis 2003 Gemeindevertreter von Rüdersdorf. Ab 2004 war er Bürgermeister der Gemeinde Rüdersdorf bei Berlin. Er ist stellvertretender Vorsitzender der CDU Rüdersdorf. Anfang September 2019 wurde Sabine Löser zu seiner Nachfolgerin als Bürgermeisterin gewählt. Seit 2021 ist er Vorsitzender des CDU-Kreisverbandes Oder-Spree.
Schaller wurde bei der Landtagswahl in Brandenburg 2019 in den Landtag gewählt. Er war ordentliches Mitglied im Ausschuss für Inneres und Kommunales, im Wahlprüfungsausschuss, in der Parlamentarischen Kontrollkommission und Mitglied im Vorstand des Versorgungswerkes. Als Fraktionsjustiziar gehörte er dem Vorstand der CDU-Fraktion Brandenburg an. Bei der Landtagswahl 2024 verfehlte er den Wiedereinzug in den Landtag.